# 车厢城城址
车厢城城址位于中国山西省运城市绛县古绛镇南城村。

## 保护
2016年6月6日，车厢城城址公布为第六批山西省文物保护单位，古遗址类，年代为春秋、汉、魏，编号5-12。	